# Synagogue de Padoue
La synagogue de rite italien de Padoue est la seule synagogue encore en activité parmi les nombreuses qui ont prospéré dans la ville universitaire de Padoue de la Renaissance à la Seconde Guerre mondiale.
Elle a été construite en 1584,.
La synagogue a été remodelée en 1581, 1631, 1830 et 1865. Elle a été fermée en 1892 lorsque la communauté a construit une synagogue moderne, mais a rouvert après la guerre car en 1943 les fascistes ont incendié la synagogue moderne,.

## Description
La synagogue est située au numéro 9 de via San Martino e Solferino, dans le ghetto historique. C'est le même bâtiment qui abrite les bureaux de la communauté juive de Padoue. Les étudiants invités à l'université peuvent se joindre à la prière avec la congrégation. Les visiteurs peuvent admirer la synagogue en contactant la communauté juive.
La synagogue baroque mesure 18 × 7 mètres. Comme il est de coutume dans les synagogues de rite italien, la bimah et l'arche de la Torah sont placées de part et d'autre de la pièce, et l'espace intermédiaire est laissé vide pour accueillir le cortège. Par contre, ce qui est inhabituel dans la synagogue de Padoue, c'est que l'arche et la bimah se tiennent sur les murs les plus longs de la synagogue.
L'arche de la Torah, baroque et du XVIe siècle, est faite avec le bois d'un platane qui fut frappé par la foudre dans le célèbre jardin botanique de l'Université. Elle possède des portes dorées, quatre colonnes corinthiennes en marbre noir veiné de blanc et des feuillages sculptés. La verrière a la forme d'un pignon brisé.
La galerie historique des femmes a été placée sur une mezzanine (matériellement existante, mais en désuétude). De nos jours, la synagogue a une section pour les femmes au rez-de-chaussée.

## Galerie d'images

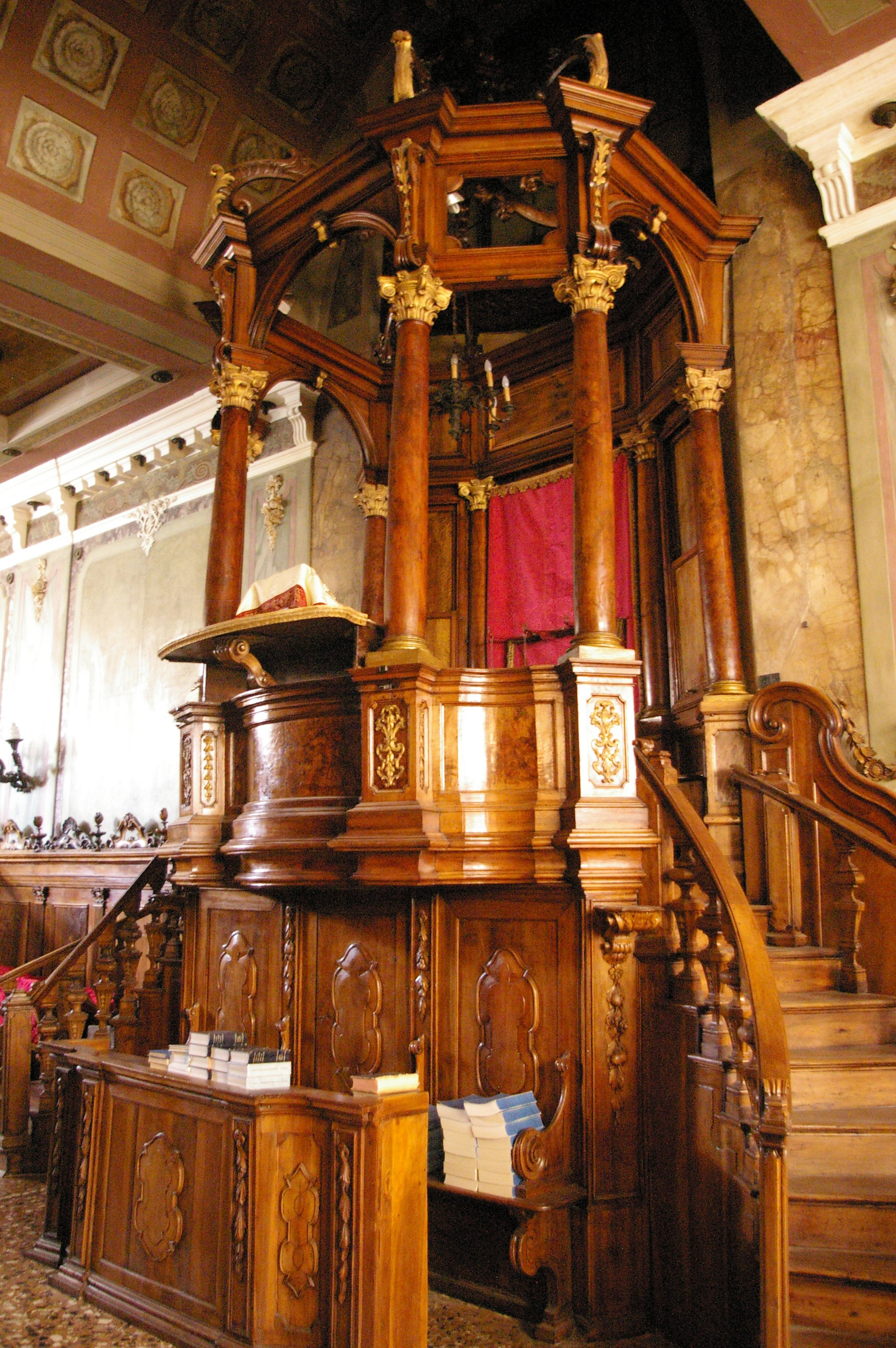
Bimah.
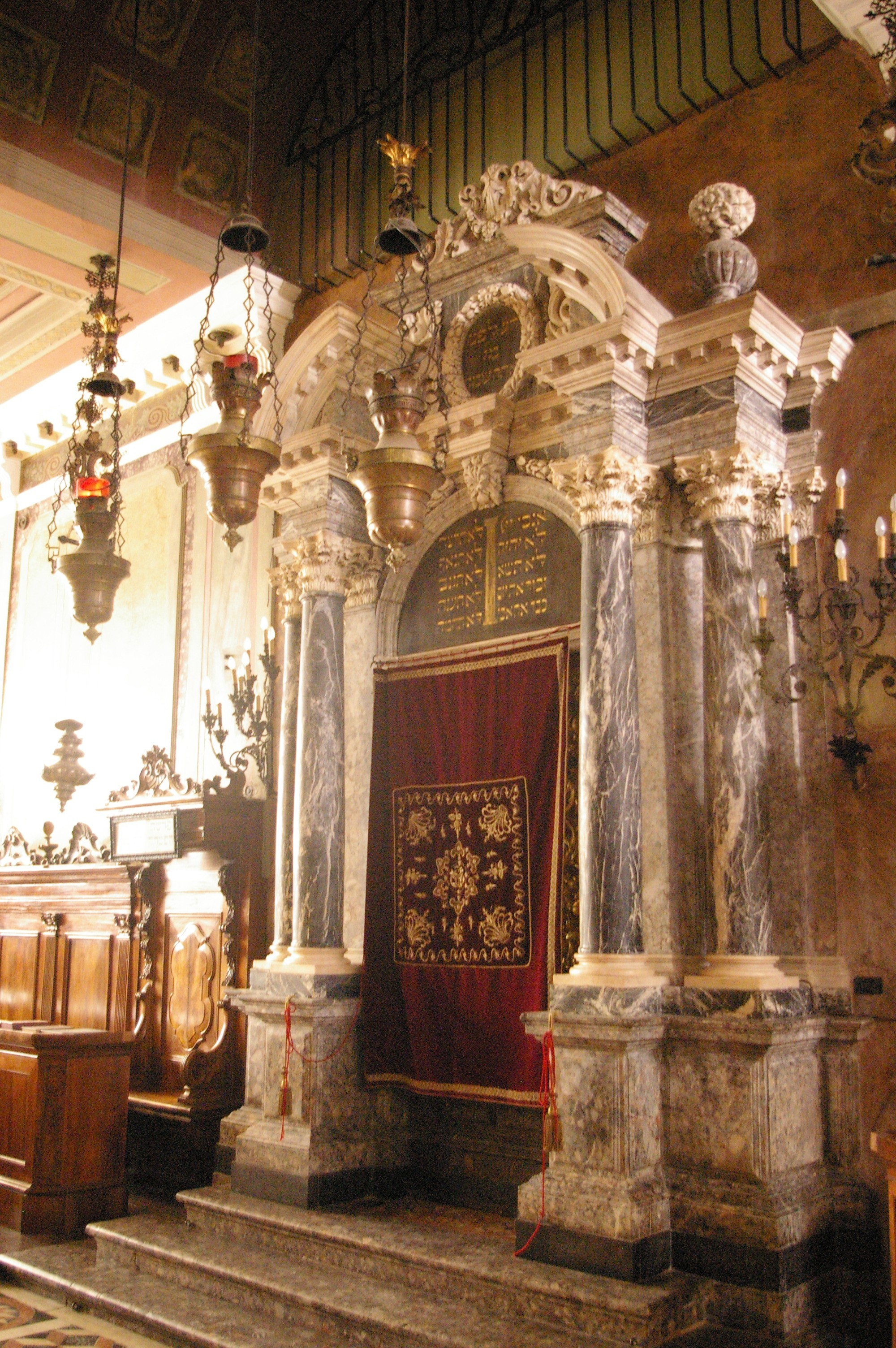
Arche de la Torah.
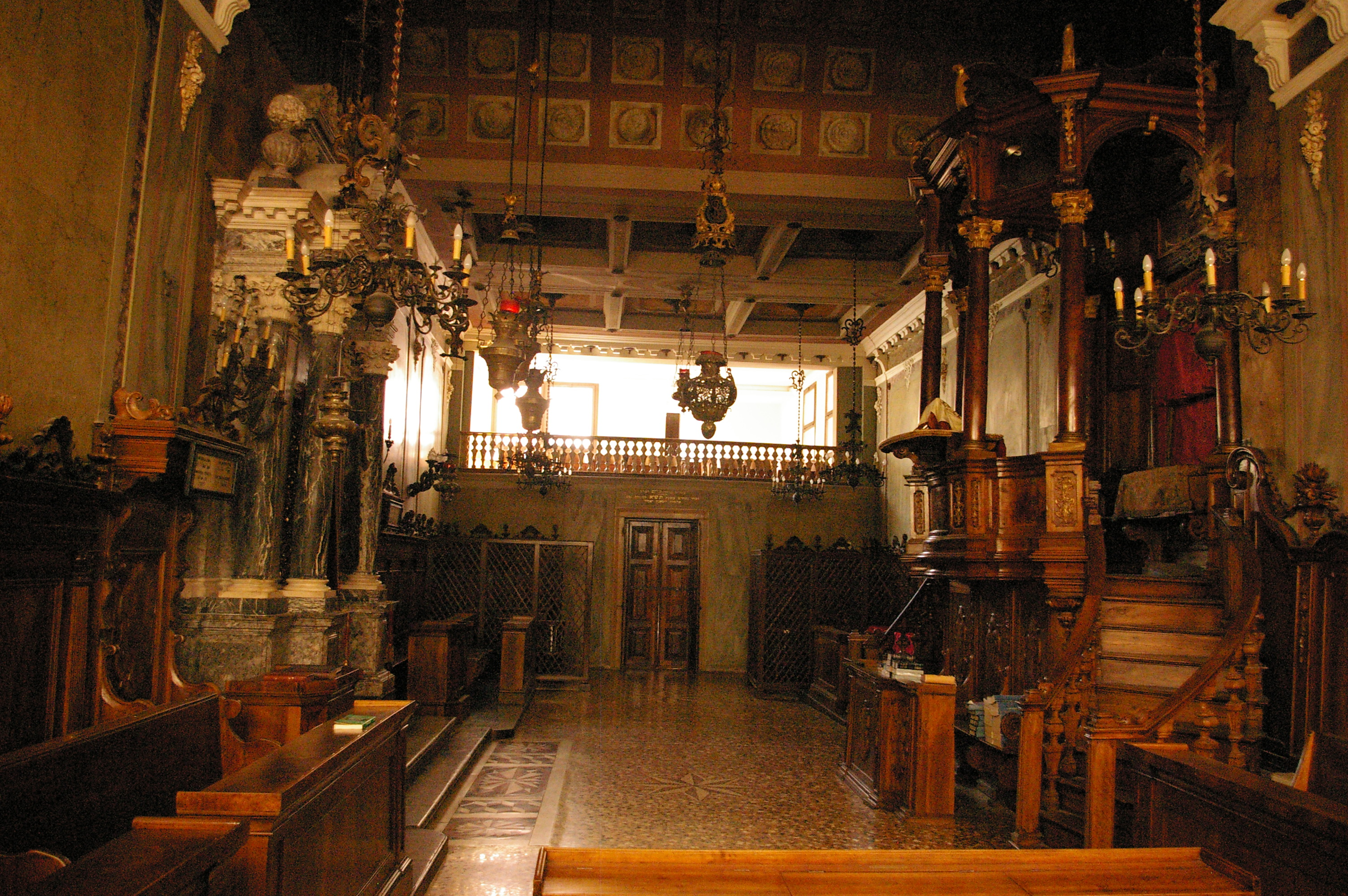
L'intérieur.